# Roma RCB 1989-1990
Questa pagina raccoglie i dati riguardanti la Roma RCB, squadra di calcio a 5 militante in serie A, nelle competizioni ufficiali del 1989-1990.

## Organico
| N° | Naz.              | Ruolo | Sportivo            | Anno     |  |  |
| -- | ----------------- | ----- | ------------------- | -------- |  |  |
|    | Italia (bandiera) | POR   | Luca Bergamini      | 23.03.61 |  |  |
|    | Italia (bandiera) | UNI   | Renato Botti        | --.--.-- |  |  |
|    | Italia (bandiera) | UNI   | Mario Caneschi      | --.--.-- |  |  |
|    | Italia (bandiera) | UNI   | Alberto Di Bagno    | 18.12.66 |  |  |
|    | Italia (bandiera) | UNI   | Renato Elia         | --.--.-- |  |  |
|    | Italia (bandiera) | UNI   | Raffaele Formicola  | --.--.-- |  |  |
|    | Italia (bandiera) | UNI   | Giovanni Malagò     | 13.03.59 |  |  |
|    | Italia (bandiera) | UNI   | Paolo Minicucci     | 22.05.66 |  |  |
|    | Italia (bandiera) | DIF   | Ivano Roma          | 25.03.66 |  |  |
|    | Italia (bandiera) | UNI   | Giorgio Scarnecchia | --.--.-- |  |  |
|    | Italia (bandiera) | UNI   | Massimo Vinci       | 07.01.57 |  |  |